# Ascendent
Ascendenten (Aˢᶜ eller As), begrepp inom astrologi. Ascendenten är den punkt på ekliptikan som ligger precis vid horisonten i öster, vid den tidpunkt som utgör grunden för ett födelsehoroskop. Den beskrivs som ett gradtal mellan 0 och 30 i ett stjärntecken. Inom astrologin tolkas ascendenten på ungefär samma sätt som en planet, det vill säga en aktiv kraft i personligheten. Enligt de flesta astrologer beskriver Ascendenten i horoskopet hur personen presenterar sig, vilken bild av sig själv personen i fråga vill ge, men det finns även de som har andra teorier. Ascendentens motsvarighet - horisonten i väster - kallas descendenten och ligger 180 grader från ascendenten.